# Bella Vista (Groningen)
Bella Vista is een villa met chaletstijl-elementen in de Nederlandse stad Groningen, die is aangewezen als rijksmonument.

## Beschrijving

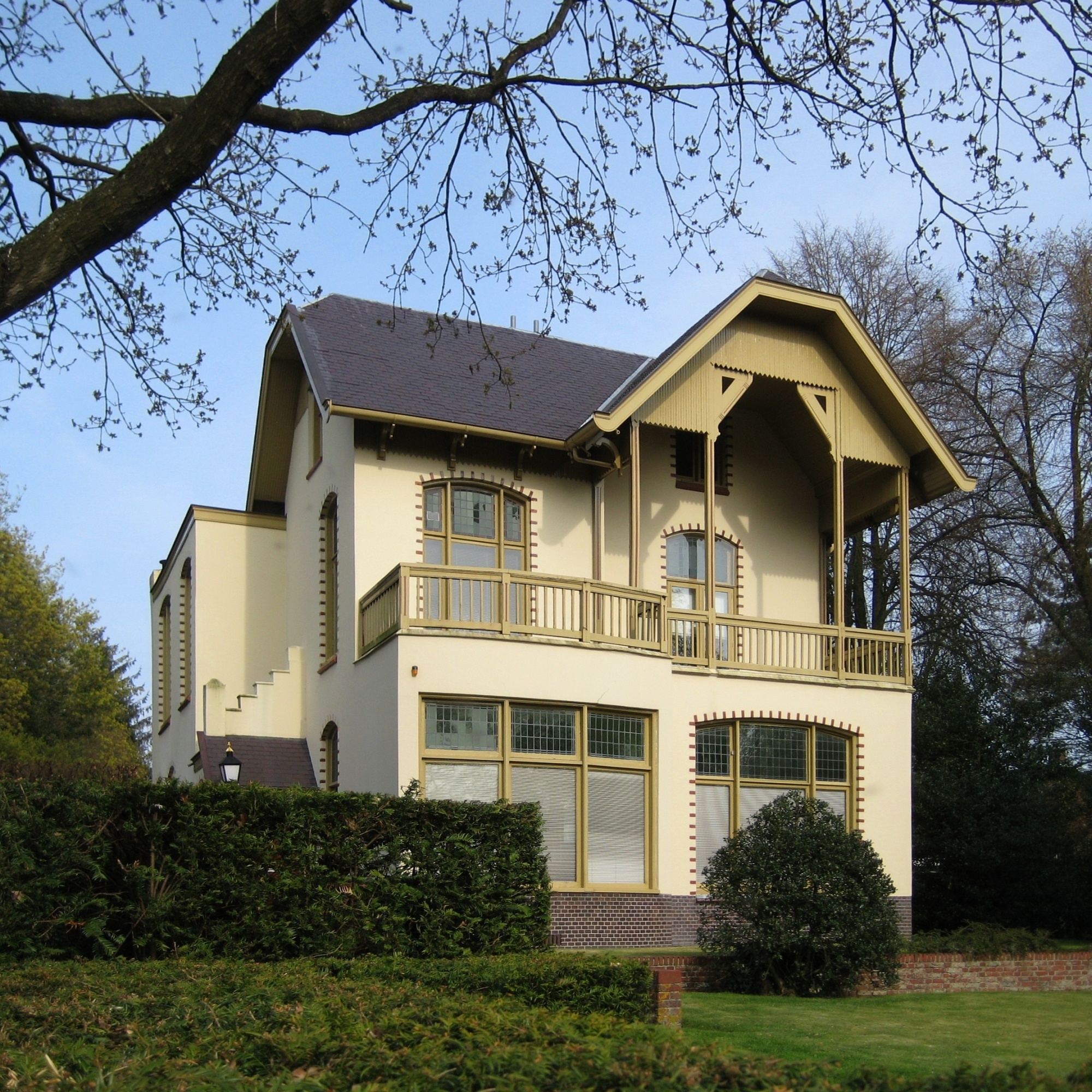
Bella Vista in 2010

De villa, die in 1907 werd gebouwd, staat in de zuidelijke wijk Helpman aan het zuidoostelijke deel van de Verlengde Hereweg. Wie het gebouw heeft ontworpen, is niet bekend. Het pand heeft een in essentie vierkant grondplan en omvat twee bouwlagen en een zolderverdieping, die worden gedekt door een met leien belegd schilddak met korte wolfseinden. De witgepleisterde gevels zijn opgetrokken boven een trasraam van roodbruine baksteen. Ze zijn asymmetrisch opgezet en voorzien van beurtelings recht- en segmentboogvormig gesloten vensters, waarin bovenlichten met glas in lood zijn aangebracht. De twee traveeën brede voorgevel heeft op de begane grond twee grote driedelige vensters, die eveneens zijn gedecoreerd met glas in lood. Op de verdieping bevindt zich over de gehele breedte van de villa een balkon met een houten hek. De linkertravee is aan de bovenzijde rechtgesloten, de rechter door een topgevel met een overstekende en beschoten houten kap, die wordt gedragen door vier houten stijlen. Tegen de zuidgevel is een rechthoekige serre aangebracht met daarboven een gepotdekseld balkon, dat ook is voorzien van een overstekende houten kap met topgevelbeschieting. In de noordelijke zijgevel bevindt zich de ingang van het pand.
Het gebouw wordt sinds 1967 als kantoor gebruikt en is daartoe van binnen aangepast. Een glas-in-loodvenster in het trappenhuis dateert nog uit de bouwtijd. In 1992 is achter het pand een stalling annex opslagruimte geplaatst. De villa wordt omringd door een grote tuin, die gedeeltelijk als parkeerplaats is ingericht.
Waardering
De villa is in 1994 aangewezen als rijksmonument vanwege haar "algemeen belang uit stedebouwkundig, cultuurhistorisch en architectuurhistorisch oogpunt als onderdeel van de buitengewoon karakteristieke reeks van landhuizen en villa's in parkachtige omgeving aan de Verlengde Hereweg in Groningen". Het pand maakt tevens deel uit van het beschermde stadsgezicht dat het gehele zuidelijke deel van de Verlengde Hereweg omvat.